# Synagogue de Zemun
La synagogue de Zemun (en serbe cyrillique : Земунска синагога ; en serbe latin : Zemunska sinagoga) est une synagogue ashkénaze située à Belgrade, la capitale de la Serbie, dans la municipalité urbaine de Zemun. Elle se trouve à l'angle des rues Preka et Rabina Alkalaja.

## Présentation
La synagogue a été construite en 1850 dans un style néoromantique, à l'emplacement d'une synagogue plus ancienne. Aujourd'hui désaffectée, la synagogue appartient à l'État serbe ; elle abrite un restaurant et une école de langue. Depuis 2005, la communauté juive de Zemun, à travers son association Vratimo Zemunsku sinagogu, « Ouvrons la synagogue de Zemun », recueille des fonds pour le rachat de la synagogue,.

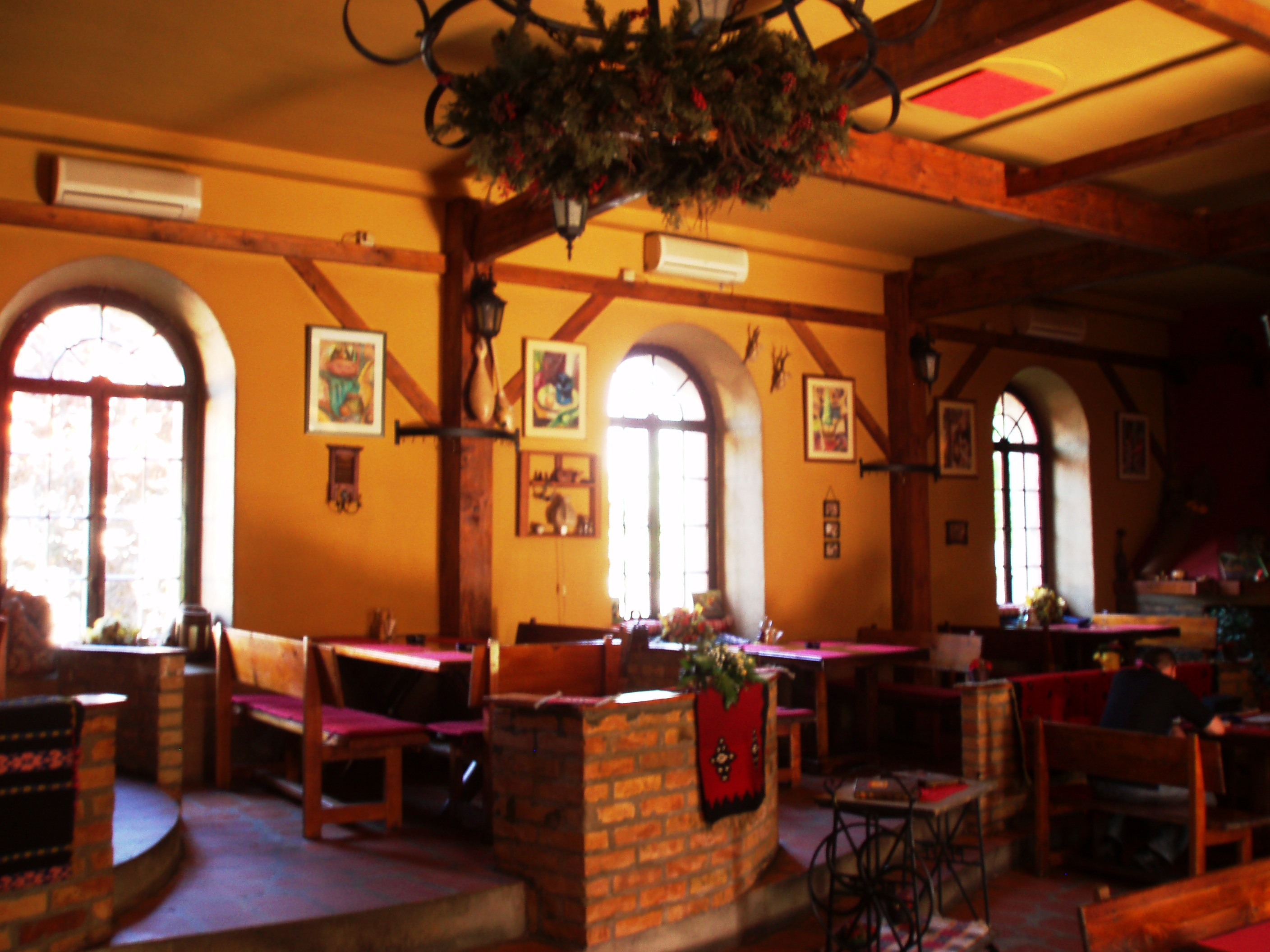
Le restaurant situé dans la synagogue